# Урсоая (Арджеш)
Урсоая (рум. Ursoaia) — село у повіті Арджеш в Румунії. Входить до складу комуни Котмяна.
Село розташоване на відстані 128 км на північний захід від Бухареста, 21 км на північний захід від Пітешть, 100 км на північний схід від Крайови, 104 км на південний захід від Брашова.

## Населення
За даними перепису населення 2002 року у селі проживали 358 осіб, усі — румуни. Усі жителі села рідною мовою назвали румунську.